# Proust (cràter)
Proust és un cràter d'impacte en el planeta Mercuri de 145 km de diàmetre. Porta el nom del novel·lista francès Marcel Proust (1871-1922), i el seu nom va ser aprovat per la Unió Astronòmica Internacional el 1976.